# Richet Gómez Miranda
Richet Gómez Miranda (La Paz, Bolivia, 3 de noviembre de 1998), es un futbolista boliviano que juega como mediocentro defensivo en Blooming de la Primera División de Bolivia.

## Trayectoria
Nacido en La Paz el 3 de noviembre de 1998, Gómez formó parte de las divisiones inferiores de The Strongest al cual llegó a los dieciséis años, luego de vivir varios años en Argentina, y fue subiendo a través de las diferentes categorías Sub-17, Sub-19 y reserva, siendo el capitán de este último donde demostró liderazgo en su rol de distribuidor de juego. Alcanzó un lugar en el plantel principal tan solo a los dieciocho años.

### Club The Strongest
Su progresión hizo que finalmente debutara en la Primera División el 25 de mayo de 2016, por la última jornada del Torneo de Clausura contra el Ciclón en el Estadio IV Centenario. El joven mediocentro gozó de la totalidad de los minutos, pero su equipo cayó derrotado con marcador de 2-0.
A pesar de no contar con su participación, el 24 de diciembre de 2016, conquistó el Torneo de Apertura luego de que su club derrotara a Bolívar por 2-1 en la final.
Se estrenó en competencia internacional el 17 de mayo de 2018, con su participación en la Copa Libertadores en la derrota 2-0 frente al Peñarol de Uruguay.

### C. A. Palmaflor
El 2 de enero de 2020, se acordó la cesión de Gómez al Atlético Palmaflor por un año. Debutó el 2 de febrero jugando los últimos minutos de la victoria por 2-0 sobre el Guabirá, correspondiente a la cuarta jornada del Campeonato de Liga. Alcanzó doce participaciones en el torneo mientras que su club accedió a la primera ronda de la Copa Sudamericana.

### Club The Strongest
El 26 de marzo de 2021, sus buenas actuaciones propiciaron su regreso a The Strongest. Para el Campeonato de Liga, Gómez tuvo catorce partidos de acción, en los que se destacó por la creación de juego y entradas. Consolidó tres compromisos completos de la fase de grupos de la Copa Libertadores.

## Clubes

### Como jugador
| Club            | País    | Año               |
| --------------- | ------- | ----------------- |
| The Strongest   | Bolivia | 2016 - 2019       |
| C. A. Palmaflor | Bolivia | 2020              |
| The Strongest   | Bolivia | 2021 - 2022       |
| Blooming        | Bolivia | 2023 - Actualidad |